# Martin Hume
Martin Andrew Sharp, que asumió el nombre de Martin Andrew Sharp Hume como condición para recibir una herencia y más conocido en España como Martin Hume (Londres, 8 de diciembre de 1843 - íd., 2 de julio de 1910) fue un historiador, periodista e hispanista inglés.

## Biografía
Fue el hijo segundo de William Lacy Sharp, de la Compañía Británica de las Indias Orientales, y de Luisa Carlota Hume, casados en 1840. Una rama de su familia materna se había asentado en Madrid a fines del siglo XVIII y el último de los Hume españoles, una señora de edad avanzada, murió en 1876 de forma que, en agosto de 1877, en cumplimiento de su deseo, y también para heredar sus bienes, para lo cual ponía esa condición, cambió su apellido a Hume. Martin Sharp nació en Londres y fue educado en Madrid, donde vivía su pariente; por eso dominó la lengua española como un natural y fue testigo de la mayoría de los hechos históricos contemporáneos que narra en sus libros, desde la Revolución de 1868 hasta la muerte de Alfonso XII; viajó a España frecuentemente, no solo por motivos familiares, y sustituyó a Pascual de Gayangos como editor de los Spanish State Papers del Archivo de Simancas para el Public Record Office de Londres, bajo el título general de Calendar of Letters, Despatches and State Papers Relating to the Negotiations Between England and Spain Preserved in the Archives of Simancas and Elsewhere. Estuvo en servicio activo en el Imperio Otomano entre 1878 y 1879, y viajó extensamente por América Central y Sudamérica. Se consagró a la historiografía de tema español y tradujo una crónica española del reinado de Enrique VIII; también escribió libros sobre el período isabelino inglés, Felipe II, la reina María de Escocia y sobre el influjo de la literatura española en la inglesa, además de dedicar uno a las antiguas reinas de España. Dio conferencias en la Universidad de Cambridge, Londres y Birmingham, pero no alcanzó a obtener ninguna cátedra. Fue correspondiente de la Real Academia Española y de la Real Academia de la Historia. En España colaboró con artículos en español en La España Moderna y en La Lectura. Pronunció algunas conferencias en el Ateneo de Madrid.

Su obra ha recibido algunas críticas contundentes. El mejor ejemplo es la que Carlos Pereyra le dedica a su obra Historia del pueblo español en su recopilatorio de ensayos sobre historia Quimeras y verdades en la historia. Pereyra acusa a Hume de atender a una especie de racismo en base al cual se justifica la no existencia del pueblo español. Señala de igual modo tergiversaciones contenidas en la obra del hispanista al igual que ciertos datos obviados por el mismo. Así pues Pereyra mantiene la siguiente crítica:
Y concluyendo este hecho, me he preguntado, al leer el libro, si el prejuicio antiespañol de Hume es un sentimiento británico o es el añejo antiespañolismo de los españoles pasado por el alambique de un extranjero.
Así pues puede incluirse a este autor dentro del candente debate sobre la hispanofobia y/o la leyenda negra.

## Obras (incompleto)
- The wives of Henry the Eighth and the parts they played in history London, E. Nash, 1905.
- Treason and plot: struggles for Catholic supremacy in the last years of Queen Elizabeth. London: Eveleigh Nash, 1908.
- Through Portugal, London: E. Grant Richards, 1907.
- The Courtships of Queen Elizabeth: a history of the various negotiations for her marriage (1896; edición revisada, 1904)
- Philip II of Spain (1897)
- Sir Walter Raleigh: the British dominion of the west, T. Fisher Unwin, 1897.
- The great Lord Burghley; a study in Elizabethan statecraft, London, J. Nisbet & Co., 1898.
- Spain: Its Greatness and Decay, 1479-1789 (1898; revisada por Armstrong, 1913)
- Modern Spain, 1788-1898 (1899; nueva edición, 1906; traducida como Historia de la España contemporánea, 1788-1898 traducida por Edmundo González-Blanco, Madrid: La Espãna moderna, 1905).
- The Spanish People, their Origin, Growth and influence (Londres, 1901), resumen de los dos anteriores.
- The year after the Armada, and other historical studies, New York, The Macmillan co., 1896.
- The Love Affairs of Mary Queen of Scots (1903)
- Españoles é Ingleses en el siglo XVI (estudios históricos) Madrid, V. Suárez, 1903.
- Spanish Influence on English Literature (1905)
- Queens of Old Spain (1907)
- The Court of Philip IV: Spain in Decadence (New York, G. P. Putnam's sons etc., 1907); traducido al francés (Paris, Perrin et Cie, 1912).
- Two English Queens and Philip (1908)
- Queen Elizabeth and her England (1910)
- True Stories of the Past (1910, publicada póstuma)